# 사로프

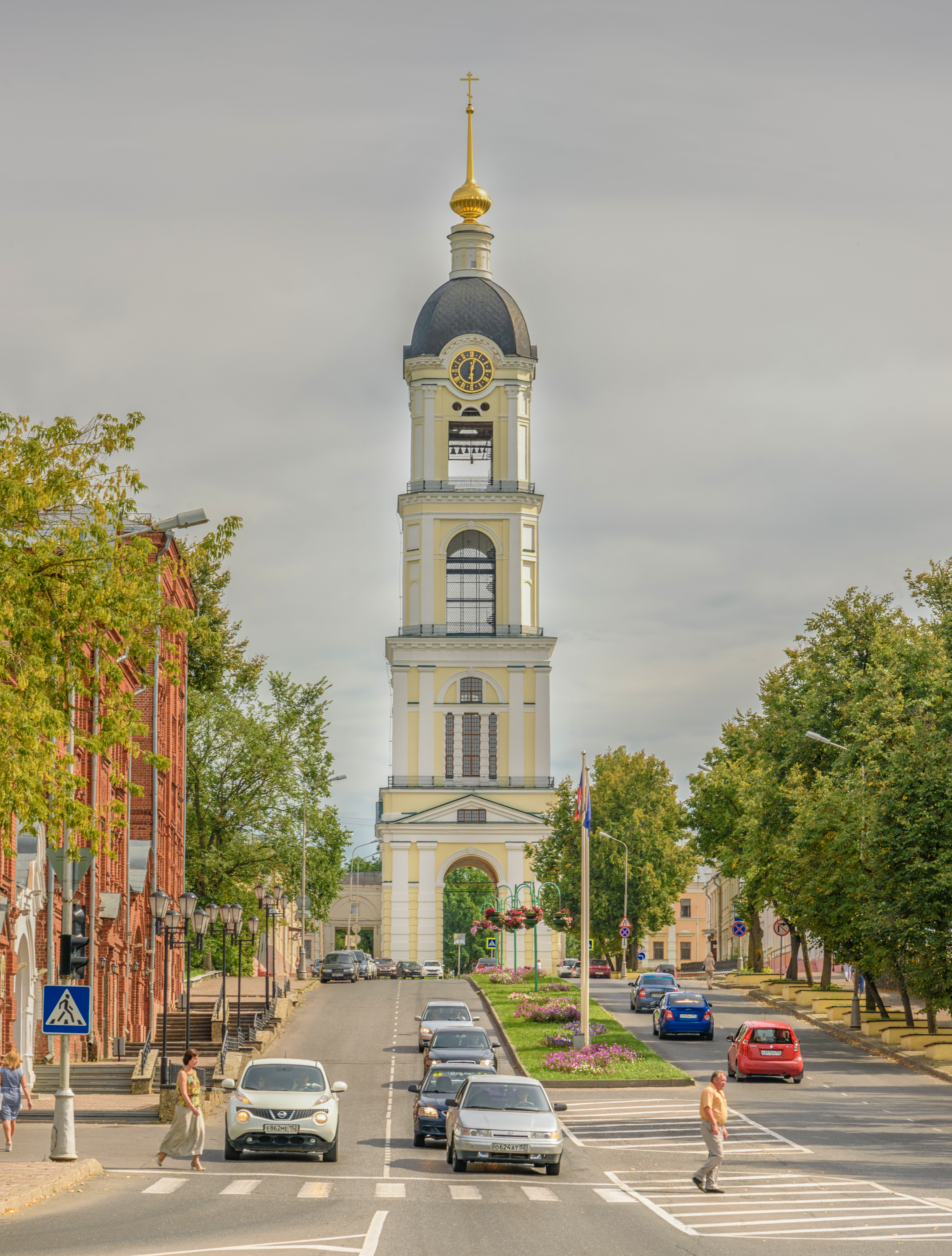

사로프(러시아어: Саро́в)는 니즈니노브고로드주에 위치한 도시이다.
1991년까지는 아르자마스-16호(Арзамас-16), 1991년에서 1995년까지는 크렘료프(Кремлёв)라고 불렸다.

## 자매 결연 도시
- 로스앨러모스

## 같이 보기
- 넌-루가 협력적 위협 감소